# Ammophila sabulosa
Ammophila sabulosa Linnaeus, 1758, è un imenottero della famiglia Sphecidae, lungo circa 16-28 millimetri. È nota anche come "Vespa della sabbia".
È comune da giugno a ottobre sui fiori che crescono su terreni sabbiosi.
Il nido viene scavato sottoterra dalla femmina e viene richiuso accuratamente ogni qualvolta essa esce alla ricerca di una preda (in genere un bruco non peloso), spesso preferisce larve di farfalle notturne della famiglia Noctuidae. Dopo aver paralizzato la preda, la riporta al nido e vi depone sopra un uovo e quindi, chiude l'ingresso con una pietra o con un qualsiasi oggetto che afferra con le mandibole.
La larva della vespa si nutre del bruco per emergere poi, come individuo adulto, nell'estate successiva.

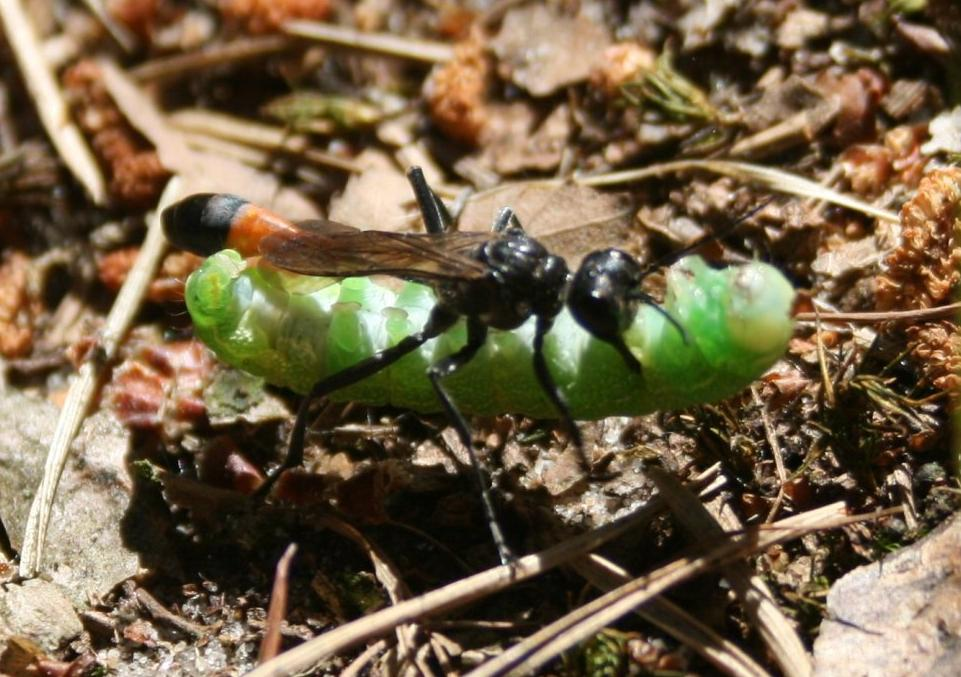
con bruco